# Metri šiš o nim
Metri šiš o nim (in persiano  متری شیش و نیم ‎, 6 metri e ½) è un film del 2019 scritto e diretto da Sa'id Rustayi.

## Accoglienza
Il film, con un incasso pari a 277 miliardi di riyāl, è stato descritto come "il film non comico di maggior incasso della storia del cinema iraniano".

## Colonna sonora
La colonna sonora del film è stata commissionata al compositore Peyman Yazdanian,  è disponibile su tutte le piattaforme di streaming e download.

## Riconoscimenti
- 2019 - Mostra internazionale d'arte cinematografica di Venezia
  - In concorso (Orizzonti)
- 2019 - Tokyo International Film Festival
  - Miglior regista a Sa'id Rustayi
  - Miglior attore a Navid Mohammadzade
- 2022 - Premi César
  - Candidatura per il miglior film straniero